# 마마스 앤 파파스
마마스 앤 파파스(The Mamas and the Papas)는 포크 록 붐에 영향을 받아 등장한 미국의 보컬 그룹이다.
남자 둘 여자 둘로 구성되었다. 리더 존 필립스는 피아노와 기타를 담당하며 작곡도 하였고, 히트곡은 거의 존 필립스가 썼다. 나머지 멤버 데니 도허티, 캐스 엘리엇, 미셸 필립스는 모두 다른 그룹에 속했으나 4명이 모여 뉴욕의 그리니치빌리지에서 활동하다가 던힐 레코드(Dunhill Records)의 공동창업자 루 아들러의 인정을 받아 음악계에 진출하였다. 1968년까지 활동하였으며, 1971년 잠시 재결성하기도 했다.
1965년에 발표한 〈California Dreamin'〉이 특히 인기를 끌었고, 이 노래는 롤링 스톤 역사상 가장 위대한 노래 500곡 중 89위에 선정되기도 했다.
1998년 로큰롤 명예의 전당에 헌액되었다.

## 음반 목록
정규 음반
- 1966년: If You Can Believe Your Eyes and Ears
- 1966년: The Mamas & the Papas
- 1967년: Deliver
- 1968년: The Papas & The Mamas
- 1971년: People Like Us

## 같이 보기
- 엄마와 아빠